# Drassodes cupa
Drassodes cupa – gatunek pająka z rodziny worczakowatych.
Gatunek ten został opisany w 2005 roku przez Tatianę K. Tunewą i nazwany na cześć Dimitrija Charitonowa.
Pająk o ciele długości 10,05 mm, w tym 4,55 mm karapaksu. Karapaks brązowy. Sternum, odnóża i nogogłaszczki obu płci żółtobrązowe. Odwłok jednobarwny, żółty u samca, żółty do szarożółtego. Samiec ma nieco zakrzywiony i igłowaty embolus, apofyzę medialną szeroką i spiczastą na czubku, a apophysis retrolateralis goleni wąskie, długie i płaskie.
Gatunek palearktyczny, znany z okolic Zajsanu w obwodzie wschodniokazachstańskim.